# Apiocera oncorhachis
Apiocera oncorhachis är en tvåvingeart som beskrevs av Mont A. Cazier 1982. Apiocera oncorhachis ingår i släktet Apiocera och familjen Apioceridae.
Artens utbredningsområde är Kalifornien. Inga underarter finns listade i Catalogue of Life.